# Los Lagos régió
Los Lagos  (spanyolul: Región de Los Lagos vagy X. Región de Los Lagos) egy régió Chilében. A régió fővárosa Puerto Montt.

## Települések

### Tartományok
| Los Lagos régió | Los Lagos régió |                         |
| --- | --------------- | ----------------------- |
| \| Tartomány \| \| Község \| \| ---------- \| ------------ \| ----------------------- \| \| Chiloé \| Castro \| 1 Ancud \| \| Chiloé \| Castro \| 2 Castro \| \| Chiloé \| Castro \| 3 Chonchi \| \| Chiloé \| Castro \| 4 Curaco de Vélez \| \| Chiloé \| Castro \| 5 Dalcahue \| \| Chiloé \| Castro \| 6 Puqueldón \| \| Chiloé \| Castro \| 7 Queilén \| \| Chiloé \| Castro \| 8 Quemchi \| \| Chiloé \| Castro \| 9 Quellón \| \| Chiloé \| Castro \| 10 Quinchao \| \| Llanquihue \| Puerto Montt \| 11 Calbuco \| \| Llanquihue \| Puerto Montt \| 12 Cochamó \| \| Llanquihue \| Puerto Montt \| 13 Fresia \| \| Llanquihue \| Puerto Montt \| 14 Frutillar \| \| Llanquihue \| Puerto Montt \| 15 Llanquihue \| \| Llanquihue \| Puerto Montt \| 16 Los Muermos \| \| Llanquihue \| Puerto Montt \| 17 Maullín \| \| Llanquihue \| Puerto Montt \| 18 Puerto Montt \| \| Llanquihue \| Puerto Montt \| 19 Puerto Varas \| \| Osorno \| Osorno \| 20 Osorno \| \| Osorno \| Osorno \| 21 Puerto Octay \| \| Osorno \| Osorno \| 22 Purranque \| \| Osorno \| Osorno \| 23 Puyehue \| \| Osorno \| Osorno \| 24 Río Negro \| \| Osorno \| Osorno \| 25 San Juan de la Costa \| \| Osorno \| Osorno \| 26 San Pablo \| \| Palena \| Chaitén \| 27 Chaitén \| \| Palena \| Chaitén \| 28 Futaleufú \| \| Palena \| Chaitén \| 29 Hualaihué \| \| Palena \| Chaitén \| 30 Palena \| |                 |                         |
| Tartomány |                 | Község                  |
| Chiloé | Castro          | 1 Ancud                 |
| Chiloé | Castro          | 2 Castro                |
| Chiloé | Castro          | 3 Chonchi               |
| Chiloé | Castro          | 4 Curaco de Vélez       |
| Chiloé | Castro          | 5 Dalcahue              |
| Chiloé | Castro          | 6 Puqueldón             |
| Chiloé | Castro          | 7 Queilén               |
| Chiloé | Castro          | 8 Quemchi               |
| Chiloé | Castro          | 9 Quellón               |
| Chiloé | Castro          | 10 Quinchao             |
| Llanquihue | Puerto Montt    | 11 Calbuco              |
| Llanquihue | Puerto Montt    | 12 Cochamó              |
| Llanquihue | Puerto Montt    | 13 Fresia               |
| Llanquihue | Puerto Montt    | 14 Frutillar            |
| Llanquihue | Puerto Montt    | 15 Llanquihue           |
| Llanquihue | Puerto Montt    | 16 Los Muermos          |
| Llanquihue | Puerto Montt    | 17 Maullín              |
| Llanquihue | Puerto Montt    | 18 Puerto Montt         |
| Llanquihue | Puerto Montt    | 19 Puerto Varas         |
| Osorno | Osorno          | 20 Osorno               |
| Osorno | Osorno          | 21 Puerto Octay         |
| Osorno | Osorno          | 22 Purranque            |
| Osorno | Osorno          | 23 Puyehue              |
| Osorno | Osorno          | 24 Río Negro            |
| Osorno | Osorno          | 25 San Juan de la Costa |
| Osorno | Osorno          | 26 San Pablo            |
| Palena | Chaitén         | 27 Chaitén              |
| Palena | Chaitén         | 28 Futaleufú            |
| Palena | Chaitén         | 29 Hualaihué            |
| Palena | Chaitén         | 30 Palena               |

## Fordítás
- Ez a szócikk részben vagy egészben  a   X. regija Los Lagos című horvát Wikipédia-szócikk ezen változatának fordításán alapul.  Az eredeti cikk szerkesztőit annak laptörténete sorolja fel. Ez a jelzés csupán a megfogalmazás eredetét és a szerzői jogokat jelzi, nem szolgál a cikkben szereplő információk forrásmegjelöléseként.
- Ez a szócikk részben vagy egészben  a   Región de Los Lagos című spanyol Wikipédia-szócikk ezen változatának fordításán alapul.  Az eredeti cikk szerkesztőit annak laptörténete sorolja fel. Ez a jelzés csupán a megfogalmazás eredetét és a szerzői jogokat jelzi, nem szolgál a cikkben szereplő információk forrásmegjelöléseként.